# ليوبولد الأول، مارغريف النمسا
ليوبولد الأول (بالألمانية: Leopold I.)‏ (940- 10 يوليو 994)؛ والمعروف بـ المشهور؛ هو أول سليل معروف في أسرة بابنبيرغ، كان مارغريف النمسا من 976 حتى وفاته، بحيث كان أيضا أول مارغريفات النمسا من أسرة بابنبيرغ التي حكمت المرغريفية والدوقية النمسا حتى انقراض الأسرة في 1246.
ليوبولد أصوله غير معروفة، ولكن وفقاً لبعض المؤرخين بأنه ينحدر من هاينريش من فرنكونيا وبالتالي أنه ينحدر من سلالة الروبرتيون.